# Djam (film)
Pour les articles homonymes, voir Djam.
Pour plus de détails, voir Fiche technique et Distribution.
Djam est un film dramatique franco-greco-turc réalisé par Tony Gatlif, sorti en 2017.
Il reçoit un Coup de Cœur Musiques du Monde 2018 de l’Académie Charles Cros.

## Synopsis
Djam, une jeune Grecque, est envoyée à Istanbul avec pour mission de ramener une pièce pour le bateau à moteur de son oncle Kakourgos, ancien marin et grand amateur de musique rebetiko qui  vit à Mytilène, sur l'île de Lesbos. Partie sur les routes, seule avec son sac et son baglama, sorte de petite guitare grecque, c'est ce périple et son retour à Lesbos qui font l’objet du film, périple au cours duquel Avril, une Française un peu paumée qui travaille comme bénévole auprès des réfugiés mais qui est à court d'argent, va bientôt l'acccompagner.
Généreuse, intrépide et imprévisible, Djam entame avec Avril un long voyage fait de musique et de rencontres au cours duquel, sur fond de tragédie des migrants et d'une Grèce à genoux, on chante, danse et crie avec toute l'énergie de l'espoir.

## Fiche technique
- Titre original : Djam
- Réalisation : Tony Gatlif
- Scénario : Tony Gatlif
- Directeur de la photographie : Patrick Ghiringhelli
- Montage : Monique Dartonne
- Décors :
- Costumes : Catherine Rigault
- Musique :
- Producteur : Fenia Cossovitsa et Suzan Güverte
- Production : Princes Films, Pyramide Productions, Güverte Film et Blonde Audiovisual Productions
- Distribution : Les Films du losange
- Pays d’origine :  France,  Turquie et  Grèce
- Format : couleur
- Genre : drame
- Durée : 97 minutes
- Dates de sortie :
  - France : 9 août 2017

## Distribution
- Daphné Patakia : Djam
- Maryne Cayon : Avril
- Simon Abkarian : Kakourgos
- Kimon Kouris : Pano
- Solon Lekkas : Solon
- Eleftheria Komi : Maria
- Yannis Bostantzoglou : Le père

## Production
Le film a été post-produit dans le Rhône à Villeurbanne au Pôle PIXEL chez Lumières Numériques et Pilon Cinéma.